# Grezzago
Grezzago (Gresciàgh in dialetto brianzolo e in dialetto milanese) è un comune italiano di 3 194 abitanti della città metropolitana di Milano in Lombardia.
Il comune fa parte del territorio della Martesana.

## Caratteristiche generali
Il territorio del comune di Grezzago ha una superficie di 249 ettari e si trova nella zona settentrionale della città metropolitana di Milano; confina a nord ovest con il comune di Busnago (MB), a nord e nord est
con il comune di Trezzo sull'Adda, ad est con il Comune di Vaprio d'Adda, a sud est con il comune di Pozzo d'Adda e a sud ovest con il comune di Trezzano Rosa. Il territorio comunale dista circa 27 km dall'area metropolitana milanese, circa 20 km da Bergamo, 2 km da Trezzo sull'Adda e 3 km da Vaprio d'Adda.
Dista 3 km circa dal fiume Adda ed è attraversato in senso est ovest dall'autostrada A4 Milano-Venezia che delimita a nord il centro abitato di Grezzago. Altro importante asse viario, sempre in direzione est ovest ma esterno al territorio di Grezzago, è costituito dalla SS n. 525 che attraversando i comuni di Pozzo d'Adda e Vaprio d'Adda e li collega alle città di Milano e di Bergamo; il territorio di Grezzago è invece attraversato dalla strada provinciale n. 179, che, da Villa Fornaci collega tra loro i comuni di Masate, Basiano, Trezzano Rosa, Grezzago e Trezzo
sull'Adda.
L'accesso da Grezzago all'autostrada A4 avviene dal casello di Trezzo sull'Adda, distante circa 1 km; la viabilità ferroviaria dista circa 11 km, con la stazione di Cassano d'Adda, sulla linea Milano-Venezia. Il collegamento con la stazione metropolitana di Gessate e con i comuni limitrofi avviene tramite servizio NET. Sul territorio comunale si distingue un'unica area insediativa, in parte residenziale e in parte produttiva, posizionata a sud dell'autostrada Milano-Venezia e centrata rispetto ai limiti comunali di Grezzago. Il resto del territorio ha destinazione agricola.

## Storia
Le origini di Grezzago appaiono incerte, ma si possono sicuramente far risalire all'alto medioevo, quando nella Pianura Padana si crearono opere di canalizzazione che consentirono la ripresa delle coltivazioni dopo il periodo delle invasioni barbariche. Sorsero così piccoli nuclei abitati all'interno dei fondi, dove, con lo sviluppo del cristianesimo si diffuse la
costruzione di cappelle rurali.
A Grezzago sorse la cappella di San Martino che come risulta da documenti del 1200 apparteneva alla Pieve di Pontirolo.
Grezzago era quindi un fondo legato a Trezzo sull'Adda, per ciò che concerneva la vita civica e gli scambi commerciali e alla
Pieve di Pontirolo per la vita religiosa.
Nel 1400 ai primitivi rustici e alla cappella si aggiunse la dimora del “signore”, l'attuale palazzo Zoja. La grande villa rurale con la caratteristica corte porticata era nettamente separata dai rustici e, ricalcando le tipologie viscontee e sforzesche delle ville castello, presentava opere di fortificazione quali torri ai vertici o all'ingresso, pivellini ecc.
Dalle mappe catastali di Maria Teresa d'Austria disegnate nel 1722 si può
rilevare che all'inizio di quel secolo Grezzago rappresentava
ancora un tipico esempio di centro rurale con villa padronale, la
cascina, i rustici e la cappella che insieme costituivano il nucleo
abitato al centro del territorio coltivato.
Dalle mappe catastali del 1850 si può leggere un certo
consolidamento del nucleo primitivo con aggiunta di corpi di
fabbrica alla cascina e ai rustici preesistenti mentre la cappella
è ormai incorporata ad altre costruzioni.
La struttura del paese è sempre di tipo monocentrico impostato
sulla piazza della chiesa e sulle ville di adduzione alla
campagna, le attuali via Roma e via Cavour. Il territorio è nel
1850 coltivato a cereali e la coltura del gelso è ancora
abbondantemente praticata non essendosi ancora verificata la
crisi della produzione dei bozzoli che porterà negli anni
successivi a una profonda crisi dell'industria serica.
Alla fine del secolo a Grezzago esiste una torcitura e questo è
stato fino al 1969 l'unico insediamento industriale nel territorio
comunale a dimostrazione della ruralità del centro.

### Simboli
Lo stemma e il gonfalone del comune sono stati concessi con decreto del presidente della Repubblica del 9 ottobre 2007.
Lo stemma di Grezzago vuole evidenziare due differenti caratteristiche di questo Comune: la sua antica storia feudale, e la particolare laboriosità dei suoi concittadini, collegata al tipo di attività industriale del suo territorio. La figura del leone, infatti, è la più tipica figura araldica che ornava gli stemmi delle più antiche famiglie feudali. La laboriosità e il carattere industriale dell'economia del territorio sono stati, invece, visualizzati con la ruota dentata di quattro raggi.
Il gonfalone è un drappo di giallo.

## Società

### Evoluzione demografica
La popolazione residente nel comune di Grezzago, pari a 1 297 unità nel 1981, sale fino a 2 667 unità nel 2007 (31 gennaio).
In venticinque anni quindi il numero degli abitanti è sostanzialmente aumentato, mentre dal 1851 al 1981 il numero degli abitanti è rimasto pressoché invariato.
L'elevato incremento negli ultimi 25 anni ha molteplici motivazioni:
- la buona dotazione di infrastrutture urbane e un buon collegamento

con i comuni limitrofi e i centri maggiori;
- nonostante la presenza nel territorio comunale dell'autostrada, è di prevalente importanza l'ambiente naturale e la sua diretta fruibilità;
- la vicinanza del comune di Trezzo sull'Adda  e dei servizi che offre;
- non meno importante, il costo degli alloggi, sicuramente inferiore a quello di centri come Trezzo Sull'Adda e Vaprio D'Adda.

La popolazione residente nel comune di Grezzago, pari a 976 unità nel 1951, sale a 1 628 unità nel 1991 e arriva a 2667 nel 2007.
In cinquantasei anni quindi il numero degli abitanti è quasi triplicato (+ 276,26 %).
L'andamento della popolazione residente appare sempre positivo, anche se è tra il 1951 e il 1981 è andato modificandosi lentamente
la composizione dell'incremento demografico per poi aumentare sensibilmente negli ultimi venti anni; la percentuale media annua
infatti oscilla da un minimo di 0,9 (1961) ad un massimo di 1,52(1971), per poi scendere a livelli più bassi nel decennio successivo sino a 0,56 (1981) ed arrivare sino ad oggi attorno a 4,06(2007).
Negli ultimi 25 anni la popolazione è aumentata passando da 1 297  a 2 667 unità, presentando al termine di ogni anno dal 1981 al 2007
sempre un saldo positivo, per un totale di 14 000 abitanti (+ 107,94%).
Negli ultimi sei anni si è assistito al massimo incremento annuo del periodo considerato, con 577 nuove unità residenti dovuto
essenzialmente alle quattro componenti demografiche che concorrono nelle modificazioni della popolazione residente, cioè la
natalità, la mortalità, l'immigrazione e l'emigrazione.
- 200 nel 1751
- 236 nel 1771
- 233 nel 1805
- annessione a Trezzano nel 1809
- annessione a Vaprio nel 1811
- 462 nel 1953
- 502 nel 1859

Abitanti censiti

## Amministrazione
| Periodo        | Periodo        | Primo cittadino        | Partito                         | Carica                  | Note   |
| -------------- | -------------- | ---------------------- | ------------------------------- | ----------------------- | ------ |
| 23 aprile 1995 | 13 giugno 1999 | Fabrizio Mapelli       | Lista civica                    | Sindaco                 | [ 10 ] |
| 13 giugno 1999 | 13 giugno 2004 | Fabrizio Mapelli       | Lista civica                    | Sindaco                 | [ 10 ] |
| 13 giugno 2004 | 7 giugno 2009  | Gabriele Maria Mapelli | Lista civica                    | Sindaco                 | [ 10 ] |
| 7 giugno 2009  | 25 maggio 2014 | Vittorio Mapelli       | Lista civica                    | Sindaco                 | [ 10 ] |
| 25 maggio 2014 | 26 maggio 2019 | Vittorio Mapelli       | Lista civica                    | Sindaco                 | [ 10 ] |
| 26 maggio 2019 | 3 gennaio 2022 | Gilberto Barki         | Lega Salvini - Forza Italia     | Sindaco                 | [ 10 ] |
| 3 gennaio 2022 | 9 giugno 2022  | Sabrina Pane           |                                 | Commissario Prefettizio | [ 10 ] |
| 9 giugno 2022  | in carica      | Natale Pulici          | Lista civica Uniti per Grezzago | Sindaco                 | [ 10 ] |